# 第76回天皇賞
1977年11月27日に東京競馬場で開催された第76回天皇賞（だい76かいてんのうしょう）について記述する。
- 馬齢は当時使用されていた旧表記（数え年）にて表記。

## レース施行時の状況
第18回宝塚記念でテンポイントを一蹴し健在ぶりを示したトウショウボーイが単枠指定の1番人気、第75回天皇賞でテンポイントの2着に入ったクラウンピラードが2番人気、『TTG』の一角を担う第37回菊花賞馬のグリーングラスが3番人気であった。
なお、当時の天皇賞は勝ち抜け制であった為、既に天皇賞馬となっているテンポイントには出走権が無かった。また、エリモジョージも脚部不安定のため同競走への出走を回避した。
トウショウボーイはクラシック、第21回有馬記念の疲労の蓄積と深管骨瘤で、競走馬となって初の長い休養から春後半に復帰。宝塚記念・高松宮杯を勝利して迎えた秋、中山芝1600mのオープン戦で2着カネコフジに7馬身差の圧勝。勝ち時計の1分33秒6は当時の日本レコードであった。父・テスコボーイ譲りの天性のスピード馬であったため、距離3200mに一抹の不安はあったものの人気の中心であった。
エイトクラウンを母に持つクラウンピラードは半兄がナオキ。天皇賞に挑戦し続けたが、短距離系の父・サウンドトラックの血に泣いていた。父・ダイハードと変わった同馬は5歳にして素質が開花し、天皇賞（春）で12番人気ながらテンポイントの2着。秋はオープン戦4、2着、初東上の目黒記念（秋）2着と来ていた。
グリーングラスは年明けのAJCC、7月の日本経済賞を共にレコード勝ちしたが、『TTG』の一角と言われながらも天皇賞（春）4着、揃い踏みの宝塚記念3着。古馬となってからはトウショウボーイ、テンポイントとは明らかに差のある戦績で、主戦騎手が安田富男から嶋田功に交代していた。今回は脚部不安や熱発から7月以来のぶっつけとなったが、鞍上の嶋田は前年のアイフルに続く天皇賞（秋）2連覇が懸かっていた。
その他では今回が最後の競走となるロングホーク。1972年生まれの同馬はカブラヤオーと同期で、クラシックは皐月賞2着、東京優駿6着、カブラヤオーが戦列を離れた菊花賞はコクサイプリンスの5着。そこから重賞3勝を含む6連勝と快進撃の活躍を見せ、前年の天皇賞（春）は堂々の1番人気に支持されたが、『天才』福永洋一が手綱を握るエリモジョージの大駆けの前にクビ差2着。日程変更のために代替で京都で行われた第17回宝塚記念ではフジノパーシアの2着、オープン戦3着・3着、天皇賞（秋）はアイフルの3着、阪神大賞典2着、淀短距離S4着、オープン戦1着・3着・2着。決して不調ではなかったものの、重賞勝ちすらままならない成績で、馴れない短距離も走るなど迷走していた。
トウショウボーイと同じテスコボーイを父に持つホクトボーイは対照的に長距離を得意とし、4歳秋までは条件馬という晩成タイプであった。阪神大賞典でロングホークを破ると、古馬になって挑んだ天皇賞（春）は10番人気ながらテンポイントの3着に入り、グリーングラス・クライムカイザーに先着。秋は朝日CCを勝つ上々の滑り出しで、京都大賞典はテンポイントの6着と敗れたが、京都記念（秋）でシンザン産駒のシルバーランドに勝利。天皇賞（秋）を目指して初東上。
カシュウチカラは4歳16戦、5歳11戦目と走って走った叩き上げ。オープンクラスに昇格したばかりの身で挑んだ目黒記念（春）を8番人気で制し、その後の不振で評価を落とした京王杯AHは11番人気で制した。
カーネルシンボリは新馬から5連勝で弥生賞を制し8戦7勝。期待されたクラシックは骨折で全休。復帰と脚部不安を繰り返しながら、2年前の天皇賞（秋）でフジノパーシアの2着に入った。
トウショウボーイと同厩、かつて同馬に騎乗した池上昌弘騎乗のシタヤロープは、大井で9戦8勝、3着1回という成績を引っ提げて4歳春に中央入りしたが、屈腱炎、繋靭帯炎に悩まされ、オープン戦3、7、4、2着、僅か4戦で6歳秋を迎えていた。

## 出走馬と枠順
芝3200メートル 天候：曇、芝：やや重
| 枠番 | 馬番 | 競走馬名         | 性齢 | 騎手       | オッズ       | 調教師     |
| ---- | ---- | ---------------- | ---- | ---------- | ------------ | ---------- |
| 1    | 1    | トウショウロック | 牡7  | 加賀武見   | 75.0（11人） | 阿部正太郎 |
| 2    | 2    | トウカンタケシバ | 牡5  | 中野栄治   | 58.7（10人） | 浅野武志   |
| 3    | 3    | クラウンピラード | 牡5  | 佐々木昭次 | 8.5（2人）   | 田中康三   |
| 4    | 4    | トウフクセダン   | 牡5  | 宮田仁     | 30.9（8人）  | 大久保末吉 |
| 4    | 5    | カシュウチカラ   | 牡6  | 出口明見   | 17.5（6人）  | 矢倉玉男   |
| 5    | 6    | トウショウボーイ | 牡5  | 武邦彦     | 2.3（1人）   | 保田隆芳   |
| 6    | 7    | ランスロット     | 牡5  | 中島啓之   | 81.0（12人） | 高松三太   |
| 6    | 8    | ロングホーク     | 牡6  | 松田幸春   | 13.1（4人）  | 松田由太郎 |
| 7    | 9    | ホクトボーイ     | 牡5  | 久保敏文   | 17.0（5人）  | 久保道雄   |
| 7    | 10   | グリーングラス   | 牡5  | 嶋田功     | 8.5（3人）   | 中野隆良   |
| 8    | 11   | カーネルシンボリ | 牡7  | 柴田政人   | 22.0（7人）  | 黒坂洋基   |
| 8    | 12   | シタヤロープ     | 牡6  | 池上昌弘   | 44.6（9人）  | 保田隆芳   |

## レース展開
レースはトウカンタケシバが2番枠を生かして単騎先頭に立つと、トウショウボーイが2番手に付ける。後はトウショウロック、ロングホーク、グリーングラスなどがひと塊となったが、ホクトボーイは1頭ポツンと離れての最後方であった。
向正面でトウショウボーイが先頭に立つと、すかさず外からグリーングラスが並びかけた。先に動いたトウショウボーイにグリーングラスが絡んで行き、2頭が後続を引き離した。この展開に場内はどよめいたが、そのまま2頭は並んだまま直線に入った。最後の正念場となる直線で振り切るべく、互いが競り落とそうと懸命に走ったが、競り合いが早過ぎたところを突いたクラウンピラードが2頭の内から伸び、代わって先頭に立った。トウショウボーイ、グリーングラスは負けじと脚を回転させるが、脚が動かない状態に陥り、最後方にいたホクトボーイが鬼脚を炸裂させて、大外から飛んできた。クラウンピラードをも抜き去り、2馬身半の圧倒的な差をつけてゴールした。ホクトボーイが後方待機から漁夫の利を得た形となり、3着には同じく直線に賭けたシタヤロープが入った。
トウショウボーイとグリーングラスは両者共倒れの7、5着に終わり、引退レースのロングホークは11着であった。

## 競走結果
| 着順 | 枠番 | 馬番 | 競走馬名         | タイム | 着差      |
| ---- | ---- | ---- | ---------------- | ------ | --------- |
| 1    | 7    | 9    | ホクトボーイ     | 3.22.5 |           |
| 2    | 3    | 3    | クラウンピラード | 3.22.9 | 2.1/2馬身 |
| 3    | 8    | 12   | シタヤロープ     | 3.23.2 | 1.1/2馬身 |
| 4    | 4    | 4    | カシュウチカラ   | 3.23.4 | 1.1/2馬身 |
| 5    | 7    | 10   | グリーングラス   | 3.23.4 | アタマ    |
| 6    | 6    | 7    | ランスロット     | 3.23.6 | 1.1/4馬身 |
| 7    | 5    | 6    | トウショウボーイ | 3.23.8 | 1馬身     |
| 8    | 8    | 11   | カーネルシンボリ | 3.24.4 | 3.1/2馬身 |
| 9    | 2    | 2    | トウカンタケシバ | 3.24.5 | アタマ    |
| 10   | 4    | 4    | トウフクセダン   | 3.25.1 | 3.1/2馬身 |
| 11   | 6    | 8    | ロングホーク     | 3.25.2 | 3/4馬身   |
| 12   | 1    | 1    | トウショウロック | 3.25.2 | アタマ    |

### 払戻金
| 単勝式   | 9   | 1,260円 |
| 複勝式   | 9   | 380円   |
| 複勝式   | 3   | 190円   |
| 複勝式   | 12  | 540円   |
| 連勝複式 | 3-7 | 1,120円 |

## その他
- 本レースのテレビ・ラジオ放送の実況担当者は、以下の通り。
  - 日本短波放送：長岡一也
  - ラジオ日本：林洋右
  - フジテレビ：大林宏